# Superintendencia de Pensiones de Chile
La Superintendencia de Pensiones de Chile (SP) es un organismo del Estado chileno que tiene por finalidad velar por el correcto funcionamiento de la Administradora de Fondos de Cesantía (AFC), de las Administradoras de Fondos de Pensiones (AFP'S) y del Instituto de Previsión Social (IPS).
La Superintendencia de Pensiones fue creada por la Ley N° 20.255 de marzo del 2008, como sucesora y continuadora legal de la Superintendencia de Administradora de Fondos de Pensiones (SAFP), creada por el Decreto Ley N° 3.500, de 1980, que inició sus funciones el 1 de mayo de 1981. Se rige por un estatuto orgánico contenido en el Decreto con Fuerza de Ley N° 101 de 1980, del Ministerio del Trabajo y Previsión Social.

## Misión

### Misión institucional
Defender, proteger y resguardar los intereses de los usuarios y usuarias del sistema de pensiones y del seguro de cesantía, velando por el cumplimiento de las normas por parte de las entidades fiscalizadas, proponiendo mejoras continuas, asesorando y educando a la población, con el fin de satisfacer todas sus necesidades en estos ámbitos y mejorar su calidad de vida.

### Objetivos
1. Entregar una atención de calidad al público atendido, desarrollando una organización orientada a las necesidades de los usuarios del sistema con un equipo humano de excelencia.
2. Contribuir a perfeccionar el Sistema de Pensiones y el Seguro de Cesantía, optimizando y/o mejorando la fiscalización y regulación sobre nuestros fiscalizados.
3. Mejorar la toma de decisiones de los usuarios, generando y fomentando una cultura de previsión social a través de la entrega de información clara y oportuna, y de educación en temas de previsión social.
4. Contribuir al correcto funcionamiento del sistema a través de la generación y gestión de información integral, consistente y confiable

## Historia
Reemplazó a la desaparecida Superintendencia de Administradoras de Fondos de Pensiones en julio del año 2008, cuatro meses de la promulgación de la reforma previsional.
En la práctica regula los tres pilares de la nueva ley: el pilar contributivo (Administradoras de Fondos de Pensiones - AFP), solidario (Ahorro Previsional Voluntario - APV) y voluntario (Ahorro Previsional Voluntario Colectivo - APVC).

## Organización
Como organismo autónomo, su máxima autoridad es el Superintendente, el cual es designado por el presidente de la República. Se relaciona con el Gobierno a través del Ministerio del Trabajo y Previsión Social, por intermedio de la Subsecretaría de Previsión Social.

## Superintendentes
Su primera titular fue Solange Berstein (2008-2010;-2014), quien fue sucedida por Tamara Agnic (2014-2016) y esta, por Osvaldo Macías (2016-presente).